# Дрібнотка елегантна
Дрібнотка елегантна (Cephaloziella elegans) — вид печіночників порядку юнгерманіальних (Jungermanniales).

## Поширення
Батьківщиною є Європа, Азія, Північна Америка.